# Русская академическая группа в США
Русская академическая группа в США (также известна как рус. РАГ в США, англ. Association of Russian-American Scholars in the USA)  представляла собой объединение российских деятелей науки и культуры в США, которое имело своей целью сохранить и развивать русскую академическую науку, оказывать помощь русским учёным в продолжении их научной деятельности, издании их трудов и чтении лекций, поддерживать связи между учебными заведениями российского зарубежья, готовить молодых ученых, а также содействовать русским беженцам в поступлении в высшие учебные заведения.

## История
Первая Русская академическая группа  была создана на территории США 4 декабря 1923 года и представляла собой организацию, объединившую российских учёных, вынужденных эмигрировать из России после революции 1917 года. Основными целями группы были сохранение традиций российской академической науки и их передача молодому поколению. В Уставе РАГ, принятом на Учредительном собрании в декабре 1923 года в Нью-Йорке, были сформулированы следующие основные задачи:  
- помощь членам группы в научной деятельности;
- публикация работ;
- трудоустройство;
- забота об учреждении и развитии русских высших учебных заведений в США;
- помощь русским студентам-беженцам;
- установка связи русских учебных заведений с американскими учёными и учеными организациями;
- помощь учёным в России.

## Учредители РАГ
- Военный деятель, автор книг по инженерному делу, С. Ф. Балдин;
- Профессор, научный исследователь в области гидродинамики, Б. А. Бахметев;
- Авиаконструктор, математик, построивший в США один из первых вертолётов, Г. А. Ботезат;
- С. А. Васильев,
- Н. В. Вингер,
- Профессор экономики, И. М. Гольдштейн,
- Профессор зоологии, П. С. Гальцов[2],
- Учёный в области клеточной биологии, эмбриологии В. М. Данчакова,
- Социалистический деятель, С. М. Ингерман,
- Историк, М. М. Карпович,
- К. А. Ковальский,
- Профессор русского права, С. А. Корф,
- Генерал-майор, социалист К. М. Оберучев,
- Учёный химик, специализирующийся на органической химии, И. И. Остромысленский,
- Зоолог, арахнолог А. И. Петрункевич,
- Н. В. Покровский,
- Е. П. Полушкин,
- Доктор наук в области ботаники и генетики С. А. Сатина[вд][3]
- Социолог, культуролог П. А. Сорокин,
- Геолог и геохимик Т. М. Стадниченко.

Председателем Правления был избран барон Сергей Александрович Корф, Первым Товарищем Председателя — Александр Иванович Петрункевич. С. А. Корф установил академические контакты со многими американскими университетами и пользовался их поддержкой. Именно Корф сыграл решающую роль в консолидации представителей русского академического мира в США. Основные финансовые средства Группы складывались из членских взносов и пожертвований, а также доходов от предприятий Группы (лекций, концертов, выставок). Просуществовав всего три года, группа объявила о прекращении своей деятельности в конце 1926 года. Причиной послужили разные обстоятельства, как личного характера, связанные с болезнью и смертью её руководителей, так и сложная политическая и экономическая ситуация в стране.

## Деятельность РАГ
Основным наследием группы считается участие в открытии Русского народного университета в Нью-Йорке. На тот момент (1919-1920 годы) РАГ официально ещё не существовала. В числе основателей университета — А.И. Петрункевич, К.М.Оберучев, Д.И. Виноградов, В.А. Яхонтов, И.И. Сикорский, Н.А. Бородин. Деканом стал Алексей Леонидович Фовицкий. В Университете было три отделения: подготовительное, академическое, специальное. Изначально планировалось преподавание русского языка, географии, арифметики, истории, однако со временем список предметов стал включать все дисциплины средней школы. На специальном отделении читали лекции по земледелию, садоводству, электричеству и др. В Народном университете готовились к поступлению в американские вечерние высшие школы. Принимались студенты старше 16 лет, обучение было платное. Только за первый учебный год Университет посетило около 50 тысяч слушателей, преимущественно рабочей русской молодёжи Нью-Йорка. Университет проводил выездные лекции, в том числе. в провинции.

## Создание второй академической группы
Традиции и дух первой американской РАГ были продолжены послевоенной организацией русских ученых-эмигрантов, которая была создана в Нью-Йорке в 1953 году и просуществовала более шестидесяти лет. Ее возникновения было связано с мощной волной эмиграции из европейских стран после Второй Мировой войны. В частности, в США прибыл почти весь преподавательский состав Мюнхенского интернационального университета ЮНРРА, в основном состоящий из русских профессоров, а также большое число русскоязычных студентов. Для продолжения деятельности университета на территории США ректором и деканами нескольких факультетов (А. М. Митинским, К. Г. Белоусовым, А. Д. Билимовичем и В. И. Свинтицким) была создана Ассоциация американских и иностранных ученых с правами юридического лица. 
В составе Ассоциации в 1947-1948 годах выделилась Русская секция, которая в 1953 году получила своё историческое название «Русская академическая группа в США».  Был принят устав РАГ в США,  в соответствии с которым ее членом мог быть «каждый, кто работает в области культуры и соблюдает основные принципы и традиции свободной и идеологически независимой науки». 

## Председатели и участники
Первым председателем секции стал профессор Е. В. Спекторский, бывший ректор Киевского университета. 
В 1951-1965 годах Председателем РАГ в США был профессор М. М. Новиков, выдающийся русский учёный и общественный деятель, последний свободно избранный ректор Московского университета. 
В 1966–1970 годах — профессор А. А. Боголепов, бывший проректор Петроградского университета; 
в 1971–1977 годах — Н. С. Арсеньев, профессор богословия; 
в 1978–1982 годах — Александр Петрович Оболенский, профессор русского языка и литературы в ряде американских университетов.
С 1982 года Председателем Академической группы была избрана профессор русского языка и литературы в Нью-Йорке Надежда Алексеевна Жернакова (ур.Жмутская); 
В настоящее время Председателем является Андрей Евгеньевич Климов.
В Русской академической группе в США состояли такие известные учёные и деятели культуры как А. А. Боголепов, Г. К. Гинс, Р. Б. Гуль, С. А. Зеньковский, Ю. П. Иваск, В. Н. Жернаков, Н. А. Жернакова, Б. С. Ижболдин, А. Е. Климов, Е. Е. Климов, П. Е. Ковалевский, прот. Д. В. Константинов, В. П. Крейд, Ф. Я. Куломзин, Н. Д. Лобанов-Ростовский, С. А. Левицкий, Н. О. Лосский, Е. Л. Магеровский, прот. И. Ф. Мейендорф, А. Н. Митинский, Н. А. Натова, М. М. Новиков, А. П. Оболенский, Б. Н. Одинцов, С. А. Панин, Н. П. Полторацкий, С. Г. Пушкарев, В. А. Рязановский, Н. Н. Саввин, В. И. Свинтицкий, В. И. Седуро, Ю. А. Семенцов, Б. В. Сергиевский, И. И. Сикорский, П. А. Сорокин, Е. В. Спекторский, Г. П. Струве, С. П. Тимошенко, Л. М. Тихвинский, Н. А. Троицкий, Б. Г. Унбегаун, В. Н. Федоров, В. С. Федукович, Е. Т. Федукович, Б. А. Филиппов, Г. В. Флоровский, И. В. Чиннов, М. Ю. Шефтель, П. С. Шидловский, А. П. Щербатов, В. И. Юркевич, Е. А. Якобсон и многие другие.

## Публикации
С 1967 года ежегодно стали издаваться "Записки Русской Академической Группы в США" (англ. Transactions of the Association of Russian-American Scholars in the U.S.A.). Главный редактор альманаха в 1969—1978 годах — К. Г. Белоусов; в 1979—1981 годах — А. Р. Оболенский, в 1982—1993 годах — Н. А. Жернакова.
- T. 5: Бо́льшая часть номера посвящена Ф. М. Достоевскому/ Гл. ред. К. Г. Белоусов. — 1971. — 261 с : ил. — Содержание  на рус. и англ. яз.  Текст на англ. яз.
- T. 11: Толстовский номер, 1828—1978/ Гл. ред. К. Г. Белоусов. — 1978 (Louvain: Rosseels Printing С0). — 255 с : ил. — Текст на рус. и англ. яз.
- T. 12: Посвящается памяти Николая Сергеевича Арсеньева, 1888-1977 / Гл. ред. А. П. Оболенский. - 1979. - 227 с.: ил. — Текст на рус, англ. и нем. яз.
- Т. 14: Dostoevsky commemorative volume / Гл. ред. А. П. Оболенский; Введ. Н. А. Натовой. — 1981.— 369с: ил.— Текст на рус, англ., фр. и нем. яз.
- Т. 15: О русском искусстве на избранные темы / Ред. Н. А. Жернакова и др.; Предисл. Н. А. Жернаковой и J. E. Bowlt. -1982. — 354 с : ил. — Текст на рус, англ. и фр. яз.
- Т. 16: Turgenev Commemorative Volume, 1818—1883/ Ред. и авт. предисл. Н. А. Жернакова. — 1983 — 399 с : ил.— Список кн. Рус. акад. группы в США: с.354. — Текст на рус, англ. и фр. яз.
- Т. 17: Issue dedicated in part to Nicolai Gogol on the 175th anniversary of his birth / Ред. H. А. Жернакова; Худож. В. Шаталов. — 1984. — 321 с.: ил. — Текст на рус. и англ. яз.
- Т. 18: А. П. Чехов / Ред. Н. А Жернакова. — 1985. - 351 с: ил. -Текст на рус. и англ. яз.
- Т. 23 : К 175-летию со дня рождения M.Ю. Лермонтова (1814-1841). К столетию со дня рождения Анны Ахматовой (1889-1966). 1990.